# Axonopus compressus
Axonopus compressus, conocido popularmente como «grama bahiana» o «grama brasileña», es una especie de planta fanerógama perteneciente a la familia de las poáceas o gramíneas.

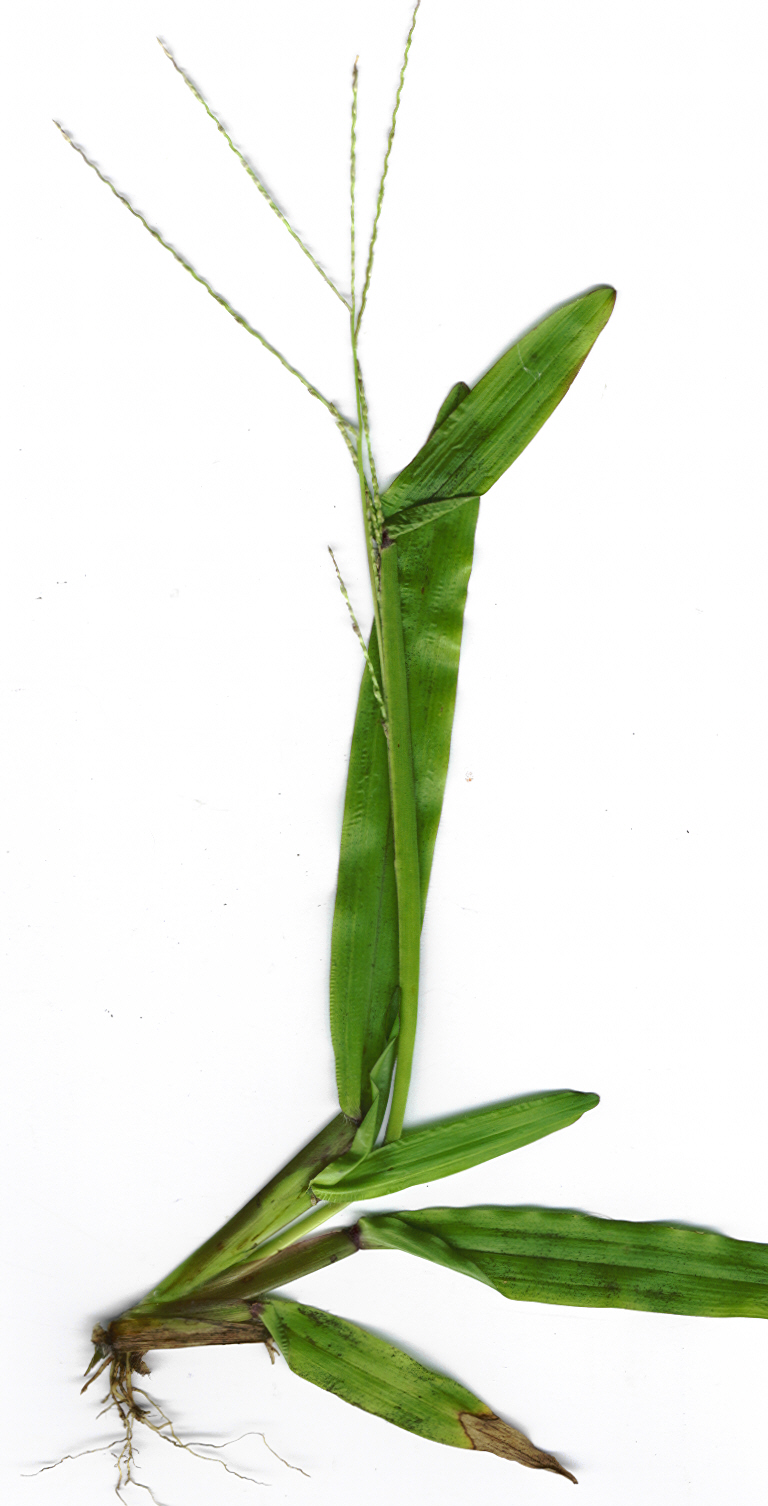
Detalle de la planta

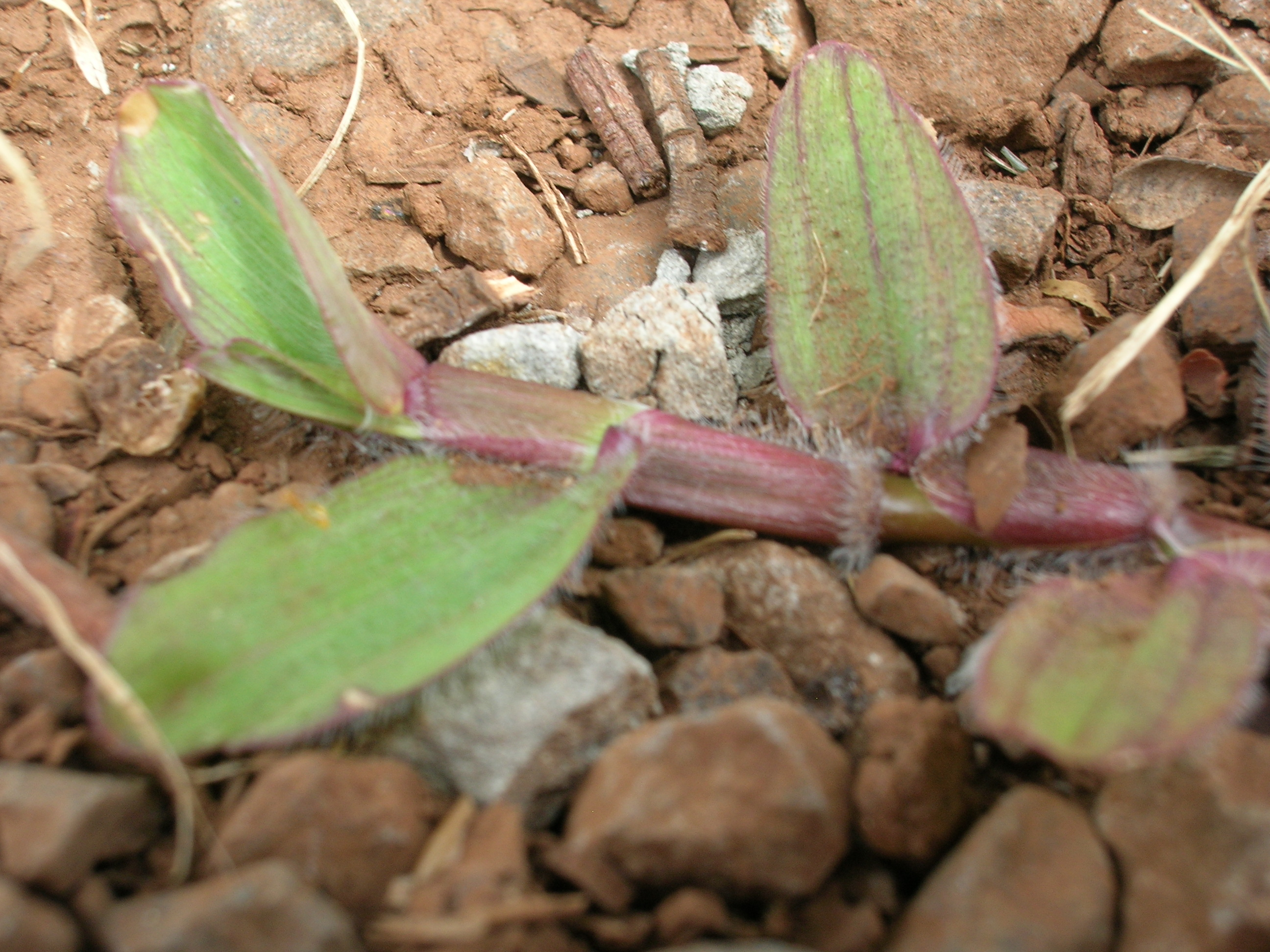
Vista de las hojas

## Descripción
Es un césped perenne de estación cálida, muy denso, de textura gruesa y color verde medio. Planta de interés forrajero, tapizarte de la superficie con una altura entre 15 y 20 cm y 30 a 50 cm en espigado, produce entre 1- 10 tm/ha, tolera el pastoreo pesado. Es usado también como cubierta vegetal en cultivos de palma de aceite y de gomeros. Forma una carpeta mullida muy vistosa y ornamental que por lo cerrado de su trama dificulta el establecimiento de malezas. Se adapta a media sombra, soporta tránsito y tiene buena capacidad de recuperación en caso de deterioro. Requiere aplicación de hierro en la implantación y dentro del esquema de mantenimiento. Característico de humedales y manglares.
Semilla en altura, en predios donde se la mantiene al ras del suelo al no poder semillar es normal que no haya  aves en dichos jardines.

## Subespeciesyvariedades

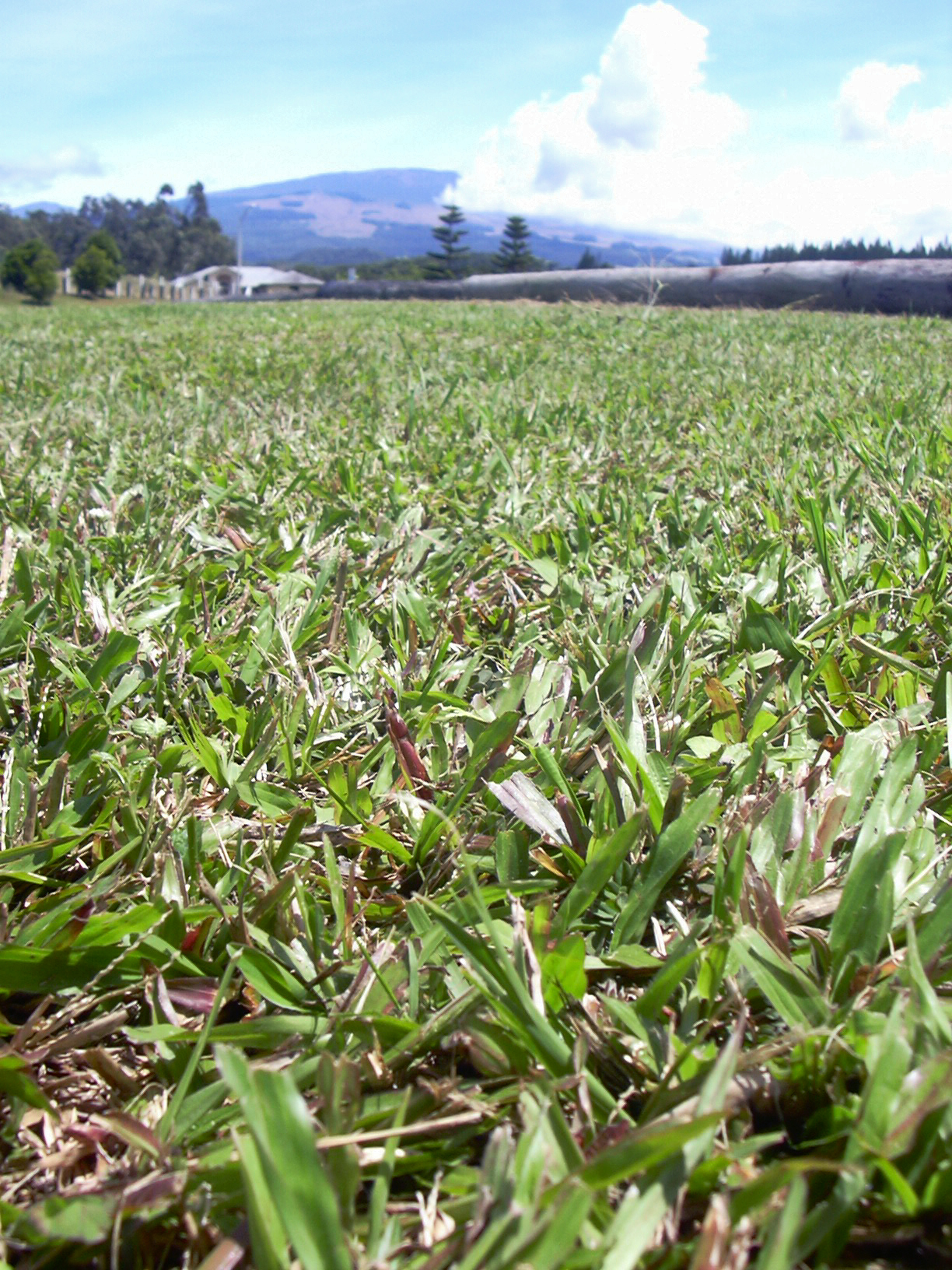
Campo de siega para ensilado.

- A. compressus var. affinis (Chase) M.R.Hend. -- Malay. Wild Fls., Monocots. 339. 1954 (GCI)

- A. compressus var. australis G.A.Black -- Advancing Frontiers Pl. Sci. 5: 81. 1963 Grasses Gen. Axon (GCI)

- A. compressus subsp. brevipedunculatus Gledhill -- Phytomorphology 12 1962 (APNI)

- A. compressus var. compressus (Sw.) P.Beauv. -- Advancing Frontiers of Plant Sciences 5 1963. (APNI)

- A. compressus var. itirapinensis G.A.Black -- Advancing Frontiers Pl. Sci. 5: 82. 1963 Grasses Gen. Axon (GCI)

- A. compressus var. jesuiticus A.A.Araújo -- Bol. Secr. Agric. (Porto Alegre) 100: 36. 1943 (IK)

- A. compressus var. macropodius (Steud.) G.A.Black -- Advancing Frontiers Pl. Sci. 5: 82. 1963 Grasses Gen. Axon (GCI)

## Adaptación a ambientes
Templados a subtropicales húmedos. Asoleados a media sombra. Originaria del continente americano: concretamente de Perú y la cuenca amazónica y expandida de manera natural desde latitudes de EE. UU. hasta Argentina pasando por el Caribe. Especie introducida en los trópicos y subtrópicos del Viejo Mundo: África, Asia y Oceanía. Otros autores dicen que es una especie cosmopolita. (Black 1963, Zuloaga et al. 1994)

Crece en suelos húmedos, se adapta bien tanto a suelos arcillosos como arenosos también en sabanas pero siempre protegidos del sol directo, claros de bosque, campos de pasto y bordes de los caminos y acequias de manera adventicia, necesita suelos ácidos (pH: 5 - 6,5), no tolera la salinidad (< 4dS) y su rango de temperaturas de crecimiento es entre: 19 y 27º. Se encuentra en altitudes desde nivel del mar hasta 3.000 m de altitud. (Giraldo Cañas 2006)

Esta especie es similar a Axonopus fissifolius, pero A. compressus se diferencia en el ancho de la lámina, tamaño de espiguillas, pedicelos y en que es capaz de resistir alguna helada. Dentro de su género, es una especie estolonífera con panoja de racimos, una panícula de 2, 3 y hasta 5 receptáculos, con sección de tallo oval de 2,5 a 3,3 mm, nudos barbudos, de vaina comprimida al tallo, con rizomas donde presenta asociaciones no simbióticas fijadoras de nitrógeno.
- Requerimiento lumínico: medio
- Suelos: franco arenosos a pesados y ácidos. pH de 4,5 a 7. Si el pH es 7 o superior se produce clorosis
- Agua de riego: de buena calidad, no tolera salinidad, tolera inundaciones temporarias.
- Tasa de crecimiento: media - Altura de corte de 2,5 a 5 cm.
- Riego: abundante en época cálida, poco tolerante a sequías.
- Fertilización: 2 por año, entre primavera-otoño. No excederse en el nitrógeno. Alto requerimiento en hierro.
- Resiembra: en áreas resguardadas no la requiere. Si sufre heladas amarillea pero la textura de sus hojas y lo cerrado de su trama no la hacen recomendable.
- Sanidad de malezas: es competitivo. No son un problema.
- Enfermedades: para evitar inconvenientes se deben mantener bajos los niveles de fertilización, especialmente en época cálida y húmeda
- Disponibilidad comercial: alfombras de 60 cm × 40 cm - Bandejas de 10 cm × 10 cm c/u (caja de 100 unidades).
- Composición genética: Especie paleopopliploide, es decir tiene una amplia variabilidad morfológica, llegándose a conocer hasta 36 sinónimos del mismo ejemplar, esto se debe a que se trata de una compleja genética poliploide 2n=40 genes.

## Taxonomía
Esta especie fue descrita inicialmente como Milium compressum por Peter Olof Swartz en Nova Genera et Species Plantarum seu Prodromus 24, en 1788, hoy en día es tanto un sinónimo como un basónimo. Finalmente, sería descrita como Axonopus compressus por Palisot de Beauvois y publicado en Essai d'une Nouvelle Agrostographie 12, 154, 167, en 1812.

#### Etimología
Axonopus: nombre genérico derivado del griego axon = (eje) y pous = (pie), en alusión al raquis que surge de un punto común (digitado).
compressus: epíteto latino que significa "comprimido".